# Сереброцерий
Сереброцерий — бинарное неорганическое соединение, интерметаллид
церия и серебра
с формулой AgCe,
кристаллы.

## Получение
- Сплавление стехиометрических количеств чистых веществ:

{\displaystyle {\mathsf {Ce+Ag\ {\xrightarrow {870^{o}C}}\ AgCe}}}

## Физические свойства
Сереброцерий образует кристаллы
кубической сингонии (примитивная решётка), пространственная группа P m3m, параметры ячейки a = 0,3756 нм, Z = 1,
структура типа хлорида цезия CsCl
.
При температуре 470 °C в соединении происходит фазовый переход.
Соединение конгруэнтно плавится при температуре 870 °C
(850 °C, 855 °C).